# Danh sách thành phố theo dân số
Đây là danh sách 40 thành phố đông dân nhất trên thế giới được tính theo khái niệm về địa giới thành phố (city limits). Danh sách này xếp các đơn vị đô thị tự quản của thế giới theo dân số. Chú ý là dân số ở đây là dân số trong phạm vi địa giới của thành phố (thuộc thẩm quyền quản lý của vị thị trưởng thành phố hoặc chức vụ tương đương), không phải dân số của khu đô thị và cũng không phải là dân số của vùng đô thị. Có một ngoại lệ áp dụng đối với các thành phố của Trung Quốc, do tại quốc gia này địa giới hành chính của các thành phố rất rộng, nhưng phần lớn là khu vực nông thôn, nên thống kê dưới đây chỉ tính các khu vực "đô thị hóa" của từng thành phố cùng phần dân số tương ứng của các khu vực này. Ý nghĩa và vai trò của các đơn vị hành chính được dùng cho danh sách này (tạm gọi là địa giới thành phố hay trong tiếng Anh là city proper) thì không và không thể giống nhau hoàn toàn vì các hệ thống chính quyền địa phương khác nhau khắp thế giới. Các định nghĩa thống kê cho mỗi thành phố gồm có diện tích ước đoán và mật độ dân số.

## Danh sách các thành phố lớn
| Hạng | Thành phố             | Hình ảnh    | Dân số                | Phân loại                       | Diện tích (km²) | Mật độ dân số (/km²) | Quốc gia               |
| ---- | --------------------- | ----------- | --------------------- | ------------------------------- | --------------- | -------------------- | ---------------------- |
| 1    | New York              | 125px       | 34.256.800            | Thành phố trực thuộc trung ương | 6.340,5         | 3.826                | Hoa Kỳ                 |
| 2    | Karachi               | không khung | 23.500.000            | Thành phố                       | 3.527           | 6.663                | Pakistan               |
| 3    | Bắc Kinh              |             | 21.516.000            | Thành phố trực thuộc trung ương | 16.410,54       | 1.311                | Trung Quốc             |
| 4    | Lagos                 |             | 21.234.000            | Chùm đô thị                     | 1.171,28        | 18.206               | Nigeria                |
| 5    | Delhi                 |             | 16.788.000            | Vùng thủ đô Dehli               | 1,483           | 11.320               | Ấn Độ                  |
| 6    | Thiên Tân             |             | 15.200.000            | Thành phố trực thuộc trung ương | 11.760          | 1.293                | Trung Quốc             |
| 7    | Istanbul              |             | 14.160.467            | Đô thị trực thuộc trung ương    | 5,461           | 2.593                | Thổ Nhĩ Kỳ             |
| 8    | Tokyo                 |             | 13.298.000            | Tỉnh                            | 2.189           | 6.075                | Nhật Bản               |
| 9    | Quảng Châu            |             | 13.080.500            | Thành phố phó tỉnh              | 7.434,4         | 1.759                | Trung Quốc             |
| 10   | Mumbai                |             | 12.478.447            | Khu đô thị                      | 603,4           | 20.680               | Ấn Độ                  |
| 11   | Moskva                |             | 12.197.500            | Thành phố liên bang             | 2.510,12        | 4.859                | Nga                    |
| 12   | São Paulo             |             | 11.896.000            | Thành phố trực thuộc trung ương | 1.521,11        | 7.281                | Brasil                 |
| 13   | Thâm Quyến            |             | 10.647.500            | Thành phố phó tỉnh              | 1.991,64        | 5.255                | Trung Quốc             |
| 14   | Jakarta               |             | 10.075.500            | Vùng thủ đô đặc biệt            | 664,12          | 15.171               | Indonesia              |
| 15   | Seoul                 |             | 10.049.000            | Thành phố đặc biệt              | 605,21          | 17.134               | Hàn Quốc               |
| 16   | Kinshasa              |             | 9.735.000             | Thành phố-tỉnh                  | 1.117,62        | 8.710                | Cộng hòa Dân chủ Congo |
| 17   | Cairo                 |             | 9.278.441             | Tỉnh                            | 3.085,1         | 3.008                | Ai Cập                 |
| 18   | Thành phố Hồ Chí Minh |             | 10,000,000−15,000,000 | Thành phố trực thuộc trung ương | 2,095,5         | 4.363                | Việt Nam               |
| 19   | Lahore                |             | 6.318.745             | Quận                            | 1.772           | 3.566                | Pakistan               |
| 20   | Thành phố México      |             | 8.874.724             | Quận liên bang                  | 1.485,49        | 5.974                | México                 |
| 21   | Lima                  |             | 8.693.387             | Thành phố-tỉnh                  | 2.672,3         | 3.253                | Perú                   |
| 22   | Luân Đôn              |             | 8.538.689             | Ủy quyền Greater London         | 1.572,15        | 5.431                | Anh Quốc               |
| 23   | Thành phố New York    |             | 8.491.079             | Thành phố                       | 783,84          | 10.833               | Hoa Kỳ                 |
| 24   | Bengaluru             |             | 8.425.970             | Thành phố                       | 709,5           | 11.876               | Ấn Độ                  |
| 25   | Băng Cốc              |             | 8.280.925             | Đơn vị hành chính đặc biệt      | 1.568,74        | 5.279                | Thái Lan               |
| 26   | Đông Hoản             |             | 8.220.207             | Thành phố phó tỉnh              | 2.469,4         | 3.329                | Trung Quốc             |
| 27   | Trùng Khánh           |             | 8.189.800             | Thành phố trực thuộc trung ương | 5.473           | 1.496                | Trung Quốc             |
| 28   | Nam Kinh              |             | 8.187.828             | Thành phố phó tỉnh              | 4.713,85        | 1.737                | Trung Quốc             |
| 29   | Tehran                |             | 8.154.051             | Thành phố trực thuộc trung ương | 686             | 11.886               | Iran                   |
| 30   | Hà Nội                | không khung | > 10,000,000          | Thành phố trực thuộc trung ương | 3.324,5         | 2.398                | Việt Nam               |
| 31   | Thẩm Dương            |             | 8.106.171             | Thành phố phó tỉnh              | 12.942          | 626                  | Trung Quốc             |
| 32   | Bogotá                |             | 7.776.845             | Capital District                | 859,11          | 9.052                | Colombia               |
| 33   | Ninh Ba               |             | 7.605.689             | Thành phố phó tỉnh              | 9,816,23        | 775                  | Trung Quốc             |
| 34   | Hồng Kông             |             | 7.298.600             | Đặc khu hành chính              | 1.104,43        | 6.608                | Trung Quốc             |
| 35   | Baghdad               |             | 7.180.889             | Thành phố-tỉnh                  | 4.555           | 1.576                | Iraq                   |
| 36   | Trường Sa             |             | 7.044.118             | Địa cấp thị                     | 11.819          | 596                  | Trung Quốc             |
| 37   | Dhaka                 |             | 6.970.105             | Thành phố                       | 153,84          | 45.307               | Bangladesh             |
| 38   | Vũ Hán                |             | 6.886.253             | Thành phố phó tỉnh              | 1.327,61        | 5.187                | Trung Quốc             |
| 39   | Hyderabad             |             | 6.809.970             | Thành phố                       | 621,48          | 10.958               | Ấn Độ                  |
| 40   | Rio de Janeiro        |             | 6.429.923             | Thành phố trực thuộc trung ương | 1.200,27        | 5.375                | Brasil                 |